# Schwarzenbrunn (Ahorn)
Schwarzenbrunn ist ein Weiler der Gemeinde Ahorn im Main-Tauber-Kreis in Baden-Württemberg.

## Geographie
Das unter zwei Dutzend Gebäude umfassende Schwarzenbrunn liegt naturräumlich gesehen im Unterraum Buch am Ahorn der kleinhügeligen Landschaft des Baulands zwischen nahen Wäldern im Westen, Süden und Osten dicht an der Wasserscheide zwischen oberer Erfa diesseits und oberem Brehmbach jenseits. Es ist der nördlichste Ort der Gemeinde. Die nächsten größeren Städte sind die Kreisstadt Tauberbischofsheim etwa 13 km im Nordosten und Walldürn im Nachbarkreis etwa 12 km im Westnordwesten (jeweils in Luftlinie).

## Geschichte
Im Jahre 1300 wurde Schwarzenbrunn erstmals urkundlich erwähnt. 1936 wurde Schwarzenbrunn nach Buch am Ahorn eingemeindet. Am 1. Dezember 1971 wurde Buch in die neue Gemeinde Ahorn eingegliedert.

## Wirtschaft und Infrastruktur

### Skipiste Schwarzenbrunn
Der im Jahre 1983 in Tauberbischofsheim-Dienstadt gegründete Verein Ski-Sport-Tauber Ski- und Sportclub Tauberbischofsheim kaufte und betrieb einen Skilift nahe dem Weiler Schwarzenbrunn. Im Jahr 1985 benannte sich der Verein in Schi-Club Buch um und verlegte seinen Sitz in den Ortsteil der Gemeinde Ahorn. Der Skiliftbetrieb bei Schwarzenbrunn ging noch bis Ende der 1990er Jahre weiter, bevor die Anlage an einen Hang nahe dem Königheimer Ortsteil Brehmen verlegt wurde. Der neue Standort der Skipiste Buch am Ahorn liegt nicht weit vom vorherigen Standort der Skipiste Schwarzenbrunn entfernt.

### Verkehr
Schwarzenbrunn ist über einen von der L 579 (Lindenstraße) abzweigenden Wirtschaftsweg zu erreichen. Ein von der K 2884 (Erfastraße) in Buch am Ahorn abzweigender Wirtschaftsweg führt ebenfalls nach Schwarzenbrunn.